# Chitre Bhanjyang
Chitre Bhanjyang – gaun wikas samiti w zachodniej części Nepalu w strefie Gandaki w dystrykcie Syangja. Według nepalskiego spisu powszechnego z 2001 roku liczył on 760 gospodarstw domowych i 4065 mieszkańców (2214 kobiet i 1851 mężczyzn).